# Centre d'information et de documentation jeunesse
 (décembre 2021).
Si vous disposez d'ouvrages ou d'articles de référence ou si vous connaissez des sites web de qualité traitant du thème abordé ici, merci de compléter l'article en donnant les références utiles à sa vérifiabilité et en les liant à la section « Notes et références ».
Le Centre d'information et de documentation jeunesse (CIDJ) est une association française créée en 1969 par le ministère de la Jeunesse et des Sports. Le CIDJ informe dans ses locaux les jeunes sur tous les sujets qui les intéressent : métiers, études, stages en entreprise et jobs d'été, bourses, logement étudiant, séjours linguistiques, aide à l’orientation scolaire et professionnelle, formations, alternance, opportunités de partir étudier ou travailler à l'étranger, mise en œuvre de projets, création d'entreprise, santé, vie quotidienne, démarches, etc.
Association soutenue par le ministère de l’Éducation nationale et de la Jeunesse, le CIDJ fait partie d'un réseau, le Réseau Information jeunesse, composé de plus de 1 300 structures accueillant les jeunes à proximité de leur lieu d'habitation.
Un centre régional par capitale de région, puis tout un maillage : bureau, point, bus d’information jeunesse permettent à l'information d'être accessible aux jeunes. 
Depuis le 6 juillet 2021, le CIDJ a quitté ses locaux historiques pour deux nouveaux sites :
- 4, place du Louvre : accueil du public
- 6-8, rue Eugène-Oudiné : siège + espaces de « costudying » et de formation